# L'Été de mes 17 ans
Pour plus de détails, voir Fiche technique et Distribution.
L'Été de mes 17 ans (十七歲的天空, 17 sui de tian kong) est un film taïwanais de Yin-jung Chen (陳映蓉). Il est sorti en 2004.

## Synopsis
Tien habite sur l'île de Taïwan. Homosexuel, il s'éprend d'un habitant de la capitale Taipei qu'il a rencontré grâce à MSN Messenger. Arrivé sur place, la première rencontre ne dure pas et il trouve refuge chez un ami installé là depuis trois ans, Yu, serveur dans une discothèque gay. Convaincu qu'il rencontrera le grand amour (comme lui prouve un mystérieux rêve où, dans une piscine, un beau jeune homme lui pose d'étranges questions scolaires), il se réserve pour ce moment au grand dam de Yu et de ses amis. 
Au club de gym où il se fait embaucher pour l'été, Tien croise le regard de Bai, jeune ingénieur, qui, depuis une rupture, a pris l'habitude de ne passer qu'une nuit avec les hommes qu'il charme. Yu s'inquiète de voir son romantique ami de la campagne s'intéresser à ce briseur de cœurs.

## Fiche technique
- Titre : L'Été de mes 17 ans
- Titre original : 17歲的天空 ou 十七歲的天空 (en pinyin : shí qī suì de tiān kōng)
- Titre anglais : Formula 17
- Réalisation : Yin-jung Chen
- Scénario : Rady Fu
- Production : Roger Huanh, Aileen Li et Michelle Yeh
- Musique originale : George Chen et Tze-li Hung
- Durée : 93 minutes (1h33)
- Langues : anglais, cantonais et mandarin.
- Date de sortie : 2 avril 2004 à Taïwan ; sorti en France directement en DVD chez Antiprod en 2006.
- Public : le film a été interdit à Singapour.

## Distribution
- Tony Yang : Tien, le héros
- Duncan Lai : Bai Tieh-nan, le Don Juan briseur de cœurs
- Chin King : Yu, l'ami chez qui Tien va habiter
- Dada Ji : C.C., un ami de Yu
- Jimmy Yang : Alan
- Jason Chang (crédité Ta-Yong Chang) : Jun
- Ladder Yu : Kevin, le garçon rencontré sur internet qui conduit Tien à venir à Taipei
- Guan-Jie Huang : Jay
- Tze-Long Yang : le « plombier de Taipei »
- Jeff Locker : Ray, l'amour de Yu

## Commentaires
L'Été de mes 17 ans a été produit et réalisé par trois femmes ayant une expérience limitée du tournage de cinéma. Malgré cela, le film est le seul à avoir été bénéficiaire parmi tous ceux sortis en 2004 à Taïwan.
L'intrigue reste centrée sur la recherche de l'amour par les personnages principaux : Tien et le grand amour d'une vie, Yu et la croyance dans l'amour malgré les grandes distances et Bai qui consulte un thérapeute pour réussir à embrasser de nouveau. Une critique parue dans le Taipei Times remarque que cette finalité entraîne l'absence de tout personnage féminin et une idéalisation de la scène homosexuelle de Taipei (hommes tous beaux, luxe, etc.).

## Autour du film
Le film est interdit à Singapour car le film « crée l'illusion d'une utopie homosexuelle ».